# Курський район (Курська область)
Ку́рський райо́н — адміністративно-територіальна одиниця і муніципальне утворення в центрі Курської області Росії.
Адміністративний центр знаходиться в селищі Маршала Жукова.

## Географія
Площа 1657,29 км². Район межує на півночі з Фатезьким і Золотухінським районами, на сході - із Щигровским і Солнцевським районами, на півдні - з Медвенським, на заході з Октябрьським районом Курської області.
Основні ріки - Сейм, Кременець, Тускарь, Рать, Моква, Велика Куриця.

## Історія
Курський район був утворений 30 липня 1928 року. Спочатку входив до складу Курського округу Центрально-Черноземної області. Район займав 2 130 км² і складався з 38 сільрад. Чисельність населення становила 233 тис. чоловік, загальна кількість населених пунктів - 270. У липні 1930 року, після скасування округів, район перейшов у безпосереднє підпорядкування обласному центру Центрально-Чорноземної області (Вороніж). У листопаді того ж року Курський район був ліквідований.
У червні 1934 року, при утворенні Курської області, Курський район був відновлений, однак вже 18 січня 1935 року, при перегляді адміністративно-територіального подолу, був знову скасований, а його територія була розділена між утвореними Беседенським, Ленінським і Стрєлецьким районами.
1 лютого 1963 року Беседенський, Ленінський і Стрєлецький райони були об'єднані в Курський район.

## Демографія
Населення району становить 50,2 тис. чоловік. Усього налічується 199 населених пунктів.

## Адміністративно-територіальний поділ
Курський район - адміністративно-територіальна одиниця, що включає у свій склад 21 сільраду і 199 населених пунктів.
Курський муніципальний район — муніципальне утворення, наділене законом Курської області від 21 жовтня 2004 року № 48-ЗКО (в ході муніципальної реформи 2006 року) статусом муніципального району, в складі котрого було утворено 21 муніципальне утворення наділених статусом сільського поселення.